# Kabupaten d'Aceh du Sud-Est
Le kabupaten d'Aceh du Sud-Est est un kabupaten de la province d'Aceh, située à la pointe ouest de l'île de Sumatra.
En 2023, sa population était de 231 331 habitants.